# Jimi: All Is by My Side
Pour plus de détails, voir Fiche technique et Distribution.
Jimi: All Is by My Side est un film biographique américano-irlando-britannique réalisé par John Ridley, sorti en 2013.

## Synopsis
En 1966, dans un club new-yorkais, Jimi Hendrix est repéré par Linda Keith ; à l'époque elle est la petite amie de Keith Richards. Grâce à elle, le jeune guitariste rencontre son futur manager, Chas Chandler (bassiste des Animals), qui le convainc de partir à Londres où démarrera véritablement sa carrière internationale.

## Fiche technique
Sauf indication contraire, les informations mentionnées dans cette section peuvent être confirmées par la base de données cinématographiques IMDb,  présente dans la section « Liens externes ».
- Titre original : Jimi: All Is by My Side
- Réalisation et scénario : John Ridley
- Direction artistique : Adam A. Makin
- Décors : Paul Cross
- Costumes : Leonie Prendergast
- Photographie : Tim Fleming
- Montage : Hank Corwin et Chris Gill
- Musique : Danny Bramson et Waddy Wachtel
- Production : Danny Bramson, Anthony Burns, Jeff Culotta, Brandon Freeman, Tristan Lynch, Sean McKittrick, Nigel Thomas
  - Producteurs délégués : Ted Hamm, John Ridley
- Sociétés de production : Darko Entertainment, Freeman Film, Subotica Entertainment, Irish Film Board et Matador Pictures
- Distribution : Open Road Films (USA)
- Budget : 5 000 000 $ [1]
- Pays d'origine : Royaume-Uni, Irlande et États-Unis
- Langue originale : anglais
- Format : couleur
- Genres : film biographique et drame
- Durée : 116 minutes
- Dates de sortie[2] :
  -  Canada : 7 septembre 2013 (Festival international du film de Toronto 2013)
  -  États-Unis : 12 mars 2014 (South by Southwest 2014) ; 26 septembre 2014[3] (sortie nationale)
  -  Royaume-Uni et  Irlande : 8 août 2014
  -  France : 26 mai 2015 (sortie en vidéo[4])

## Distribution
- André 3000 (VF : Jean-Baptiste Anoumon) : Jimi Hendrix
- Hayley Atwell (VF : Ariane Aggiage) : Kathy Etchingham
- Burn Gorman (VF : Fabien Briche) : Michael Jeffrey
- Imogen Poots (VF : Karine Foviau) : Linda Keith
- Ruth Negga (VF : Marie-Frédérique Habert) : Ida
- Ashley Charles : Keith Richards
- Amy De Bhrún (VF : Maureen Diot) : Phoebe
- Clare-Hope Ashitey : Faye
- Laurence Kinlan : John
- Andrew Buckley (VF : Benoît DuPac) : Chas Chandler
- Jade Yourell (VF : Maureen Diot) : Roberta Goldstein
- Lauterio Zamparelli (VF : Hervé Glen) : Mark Hoffman
- Sam McGovern : Ted
- Robbie Jarvis : Andrew Loog Oldham
- Adrian Lester (VF : Antoine Tomé) : Michael X

 Source et légende : version française (VF) sur RS Doublage

## Production

### Développement
Plusieurs projets de films biographiques sur Jimi Hendrix ont été envisagés, comme celui de Quentin Tarantino en 2006.
Lorsque le projet de John Ridley est monté, c'est sans l'accord de la société Experience Hendrix LLC, qui détient les droits musicaux du chanteur. Janie, la sœur du chanteur, s'oppose également à ce film.
La production a « contourné » ce problème en se focalisant sur la période où Jimi Hendrix ne faisait que des reprises et n'avait pas composé encore ses propres morceaux. C'est aussi pour cela que l'on ne retrouve aucune de ses compositions.

### Tournage
Le tournage débute courant mai 2012, et a lieu en Irlande.

## Accueil
Jimi: All Is By My Side rencontre un échec commercial, rapportant 340 911 $ de recettes aux États-Unis, où il a été distribué dans un circuit de salles limitée, où il n'est parvenu qu'à engranger que 97 008 $ de recettes lors de son premier week-end d'exploitation.
Le film obtient un accueil favorable - toutefois modéré - des critiques professionnelles, recueillant 66% d'opinions favorables sur le site Rotten Tomatoes, pour 77 critiques collectées et une moyenne de 6⁄10. Sur le site Metacritic, il obtient un score de 66⁄100 pour 27 critiques.
Lors de la présentation du film dans plusieurs festivals, l'absence de chansons de Jimi Hendrix a été très souvent critiquée. Dans The Playlist, Kevin Jagernauth écrit notamment que « l'absence de chansons clés de l'artiste ne peut être ignorée ». Le film est également sujet à controverse car plusieurs amis d'Hendrix, dont Kathy Etchingham, l'ont accusé d'être très fictif, notamment en raison de certaines scènes fictives représentant Hendrix battant Etchingham violemment et à plusieurs reprises. Etchingham décrit Hendrix comme un homme doux, qualifiant le temps qu'elle a passé avec lui comme quelques-unes des meilleures années de sa vie.

## Distinctions

### Nominations et sélections
- Festival international du film de Toronto 2013
- South by Southwest 2014
- Film Independent's Spirit Awards 2015 : meilleur acteur pour André Benjamin